# 저타트리산맥

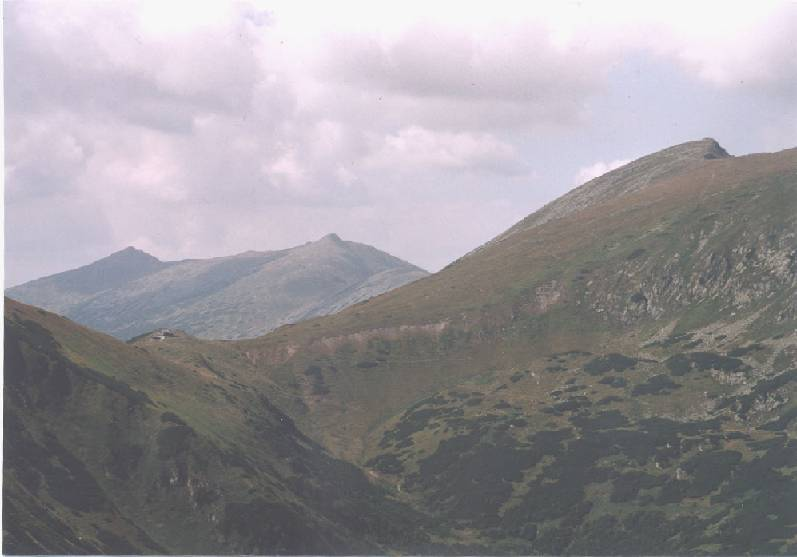
저타트리산맥

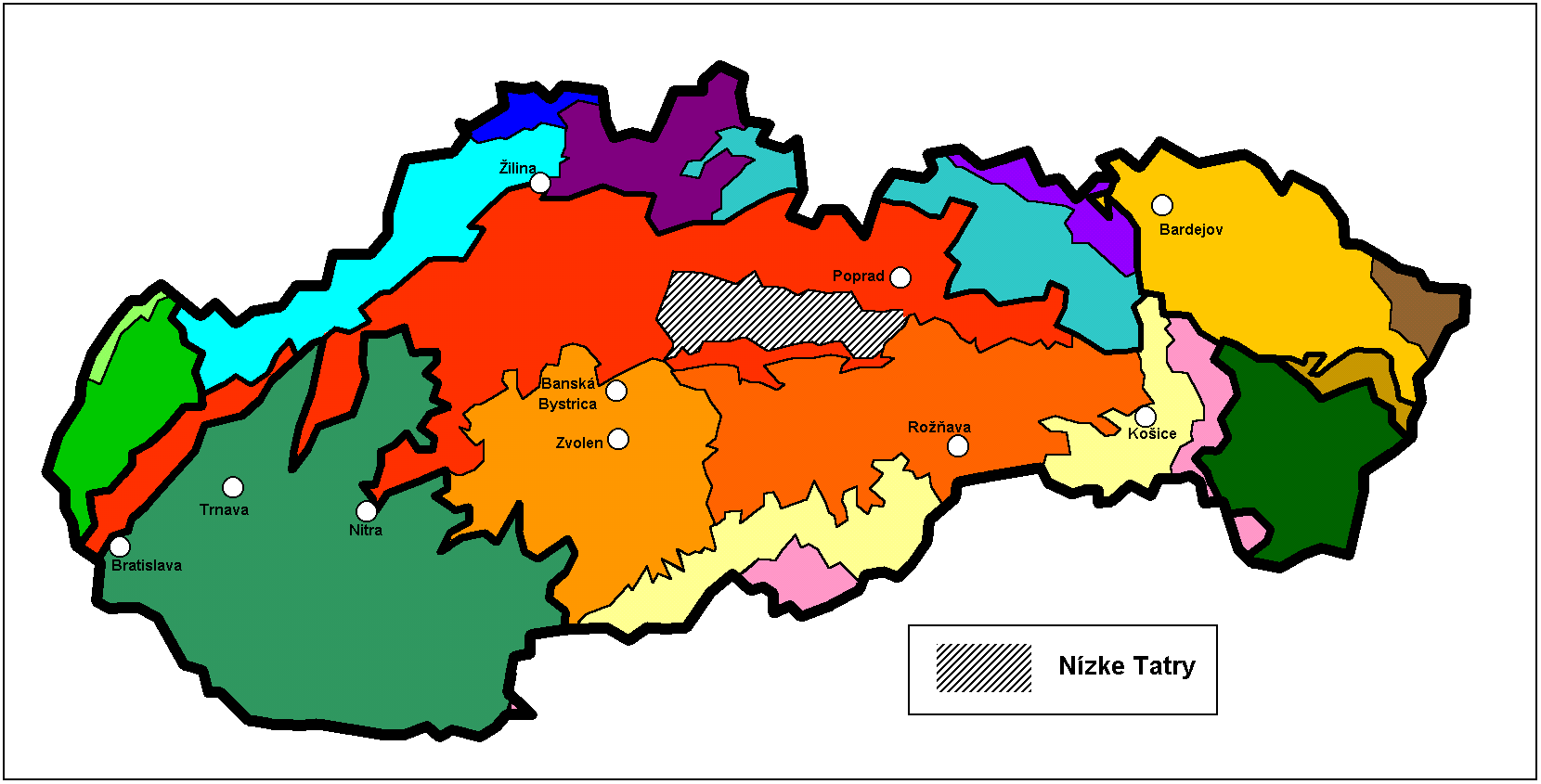
슬로바키아 지도에 표시된 저타트리산맥의 위치

저타트리산맥(슬로바키아어: Nízke Tatry 니즈케타트리)은 슬로바키아 중부에 위치한 산맥이다. 타트리산맥의 남부에 위치하며 바흐강, 포프라트강이 만나는 계곡들에 의해 분리되어 있다. 산맥의 남쪽에는 흐론강이 위치한다.
산맥의 동서 길이는 80km에 달한다. 산맥의 대부분은 1978년에 슬로바키아의 국립공원으로 지정된 저타트리산맥 국립공원(국립공원 면적 728km2, 완충 지역 면적 1,102km2, 전체 면적 1,830km2)에 포함되어 있다.